# Hồ Muối Lớn
Hồ Muối Lớn (tiếng Anh: Great Salt Lake) là một hồ nước mặn ở phía bắc tiểu bang Utah, Hoa Kỳ. Thủ phủ bang cũng có tên là Hồ Muối (Salt Lake City), thành phố này cách hồ 70 km đường bộ. Đây là hồ muối rộng nhất của Tây Bán Cầu, rộng thứ 4 trong các hồ kín trên thế giới, và là hồ rộng thứ 37 trên Trái Đất. Hồ có tổng diện tích mặt nước bình quân là 4.400  km², nhưng có năm chỉ 2460  km² (1963) và cũng có năm rộng tới 8500  km² (1987). Chiều dài hồ khoảng 120,7 km và chiều rộng 56,3 km.
Hồ này có khu bảo tồn thiên nhiên. Đây là loại hồ nội sinh, chỉ nhận nước từ ba nhánh sông Jordan, sông Weber và sông Bear. Hàng năm, 3 sông này đổ vào hồ khoảng 1,1 triệu tấn khoáng chất, do đó nước hồ này có độ mặn cao hơn nước biển.

## Sinh vật
Những sinh vật ở hồ Muối Lớn gồm có: Chi tôm ngâm nước mặn (Atermia Salina), vi khuẩn halophilic...